# Спиця Кіршнера

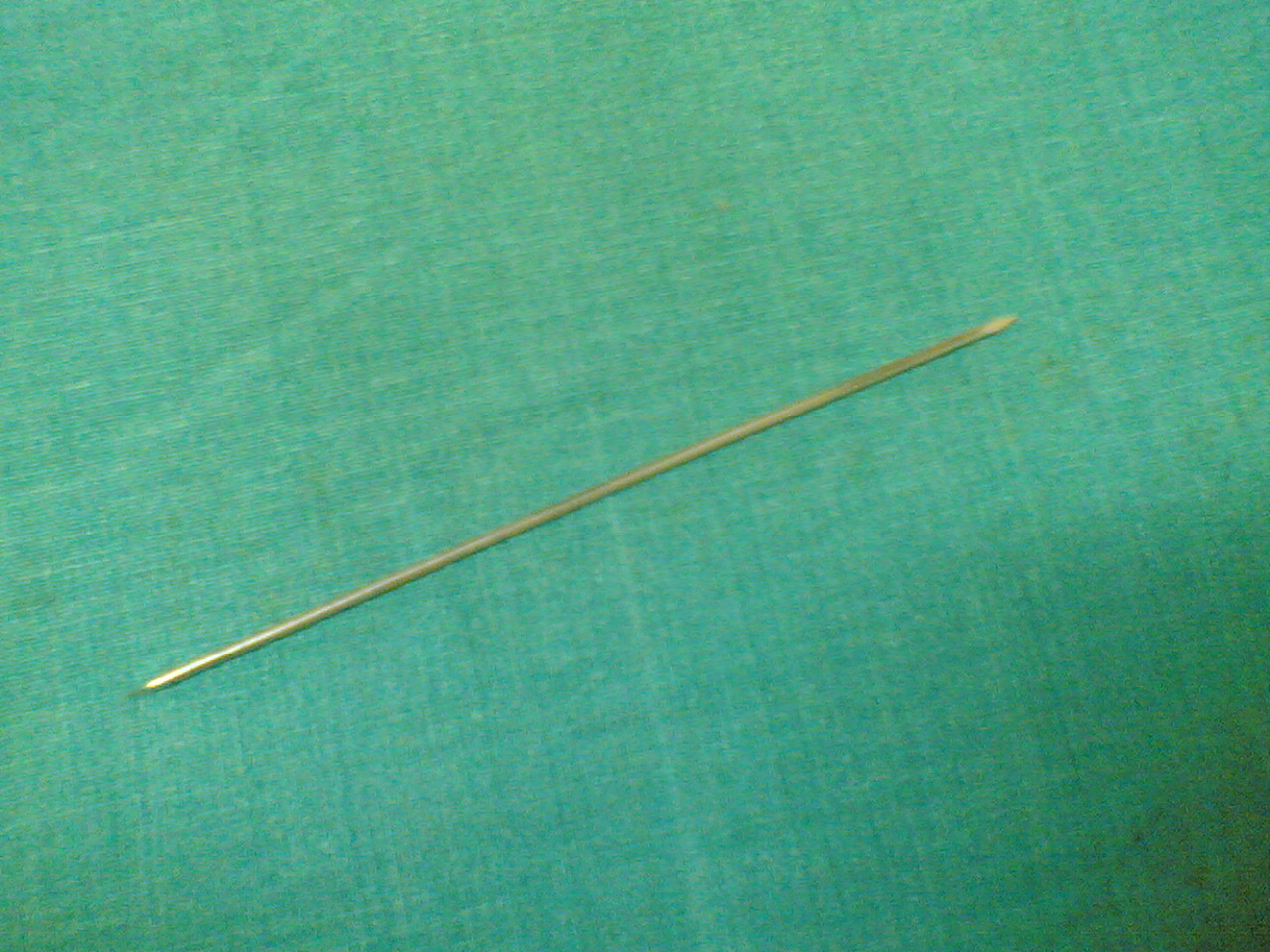
Спиця Кіршнера

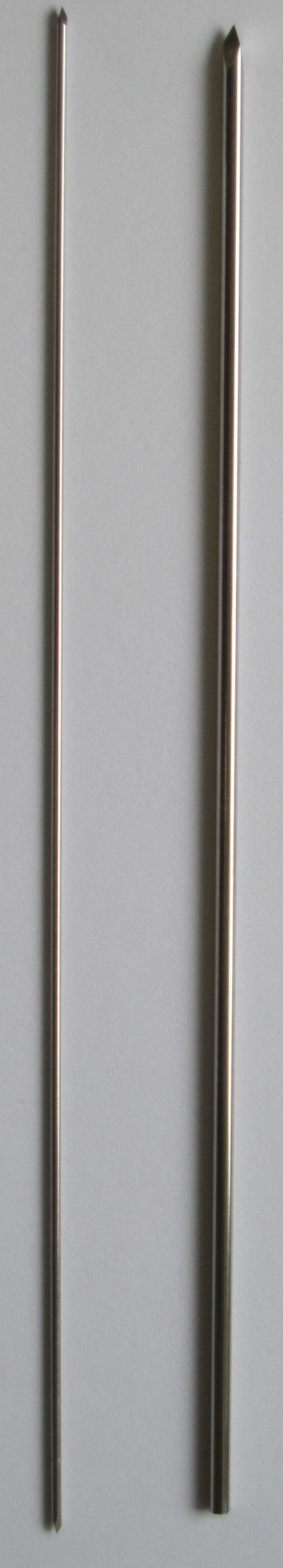
Спиці Кіршнера різної товщини

Спи́ця Кі́ршнера — тонка заточена з одного (іноді з двох) сторін спиця виготовлена із спеціальних марок нержавіючої сталі, яка використовується в ортопедії, травматології та ветеринарній медицині. Запропонована в 1909 році німецьким хірургом Мартіном Кіршнером і активно використовується в медичній практиці по нині. В англійськомовній літературі також для позначеня спиці Кіршнера використовується скорочення — k-wire (похідне від англ. Kirschen wire).

## Історія
Опис принципів рентгенографії Вільгельмом Конрадом Рентгеном у 1895 році стимулював розвиток ортопедичної хірургії.
Протягом досить тривалого часу гіпсові пов'язки використовувалися для передачі дистракційної сили (розтягування кісткових уламків) на кістку, що часто призводило до таких ускладнень, як нестерпний біль або некроз шкіри. Однак у 1908 році швейцарський хірург Фріц Штайнман удосконалив цю техніку, спрямувавши силу для репозиції безпосередньо на кістку. Його початкова ідея полягала в тому, щоб використати один металевий штифт із гострим кінчиком, який протикав би шкіру з обох боків, коли входив і виходив назовні, щоб трансфіксувати кістку в поперечній площині (що пізніше стало «штифтом Штейнмана»). Передбачаючи проблему інфекції під час видалення штифта, він запропонував у своїй оригінальній публікації два штифти, вставлені окремо в кістку з обох сторін. Кожна шпилька проколювала шкіру лише один раз. Таку ж геніальну ідею розвинув італійський хірург Кодівілла в 1904 роцію.
У той час штифти або спиці вставляли в кістку за допомогою молотка, який чинив подовжню силу. Проникнення штифта в кортикальну кістку викликало тертя і неминучу жорстку, нерегульовану фіксацію металевого виробу. Було показано, що сили тертя можна подолати швидким обертанням шпильки або дроту, і впровадження електродрилі в ортопедичну хірургію було дуже важливим. Поки дріт обертався, його напрямок і положення міг змінювати хірург. Після припинення обертання дріт жорстко фіксувався до кістки. У цьому контексті важливо згадати німецького хірурга Ернста Беккера з Гільдесхайма. Він запропонував електричну дриль для введення одного 4-мм сталевого стрижня бікортикально в кістку (на відміну від початкового двостороннього підходу Штайнмана). Вважалося, що використання свердла дозволить уникнути подальшого вивиху перелому та підвищити точність введення.
Використання одноконтактної техніки поступово отримало визнання на початку 20-го століття, і Фріц Штайнман вирішив заявити про авторство цієї ідеї. Друга Балканська війна в 1913 році спричинила багато дефіцитів, що призвело до скорочення матеріалів, які використовуються в хірургії. Саме німецький хірург Рудольф Клапп запровадив використання тонкого гнучкого дроту для лікування переломів нижніх кінцівок за допомогою тракції. Він зробив отвір у п'ятковій кістці, крізь який був вставленас спиця. Щоб уникнути прямого контакту поверхня-шкіра-кістка, дріт направляли до підошовної поверхні та проникали в шкіру через окремі розрізи.
До цього етапу Кіршнер не робив внеску в техніку витягування безпосередньо за кістку, але коли всі ці розробки стали доступними, він дуже швидко усвідомив цінність свого методу і опублікував свою першу серію випадків у 1909 році. На цьому етапі хірургічне співтовариство розділилося на два табори. З одного боку, деякі схилялися до використання стержнів через їх кращу стабільність і жорстку фіксацію в кістці. З іншого боку, вважалося, що тяга за спицю зменшує пошкодження шкіри та кісток. Спиці також можна відрізати близько до шкіри гомілки під час видалення, зменшуючи ризик інфікування. Мартін Кіршнер поєднав переваги обох методик — спицьового та штифтового (стрижневого) витягування — і зробив значний внесок у лікування переломів.
Він вставив тонку спицю прямо в кістку, мінімізуючи розмір ран на шкірі та пошкодження кістки. Він прагнув тримати спицю жорстко зафіксованою, уникаючи поперечного переміщення спиці. Щоб досягти цього, він використовував хромований незакалену рояльну струну діаметром від 0,7 до 1,5 мм. Щоб уникнути згинання спиці, він сконструював спеціальний пристрій із механізмом складної решітки, який стабілізував дріт під час введення ззовні, тримаючи його міцно. Жорсткість спиці зберігалася, оскільки інструмент міг складатися разом у міру просування дроту. Проблему бічного переміщення та нестабільності тонкої спиці, що спричиняє інфекцію спицьового каналу та остеомієліт, можна вирішити лише натягом спиці. Цю проблему вже було виявлено, і були доступні деякі не дуже ефективні пристрої. Однак Мартін Кіршнер вдосконалив принцип натягу, сконструювавши інструмент у формі підкови. Спиця жорстко закріплювалася з одного боку, а потім натягувалася Т-подібною рукояткою з іншого боку і фіксувалася гвинтом. Однією з проблем, яку Кіршнер вирішив таким чином, було винайдення адекватної техніки для проведення спиці крізь кістку.
Незважаючи на те, що техніка спицьового витягування була загальноприйнятою в 1940-х роках, сам Кіршнер відмовився від її частини. Він стверджував, що використання високошвидкісної електродрилі може призвести до пошкодження, спричиненого нагріванням, що призведе до інфікування або ослаблення спиці. Щоб уникнути цього, він розробив степлер для спиць, який був особливо корисним під час війни, оскільки його було легко використовувати. Ця трубчаста конструкція охоплювала усю спицю та запобігала її згинанню та дозволяла вводити її за допомогою молотка.
Епонім «спиця Кіршнера» (K-wire) розповсюдився дуже швидко лише через кілька років після оригінальної публікації. Його вперше можна знайти в статті Мюллера в 1931 році, а у загальному вживанні з 1932 року.
Однак хоча Мартін Кіршнер майже досконало розвинув техніку використання спиць, він використовував її виключно для тракційного лікування. Першу статтю, в якій пропонувалося використовувати спиці для фіксації переломів, опублікував Отто Льове в 1932 році. Враховуючи той факт, що це було зроблено за 10 років до смерті Кіршнера, розумно припустити, що він знав про цю розробку, але відмовився використовувати її на практиці. Отто Льове усвідомив потенціал спиць, у використанні як пружинні стабілізуючі стійки. Він опублікував один випадок використання спиць Кіршнера замість гвинтової техніки при переломах шийки стегнової кістки. У тому ж році Рене Зоммер (Дортмунд, Німеччина) опублікував серію з 20 випадків. Ним описані черезшкірні спиці для фіксації переломів різної форми (поперечних, косих і навіть складних), а також вивихів акроміально-ключичного суглоба. Льове наводить переваги цієї методики, які все ще актуальні в даний час: зменшення обсягу металевого імплантату, уникнення надмірної дисекції м'яких тканин, уникнення странгуляції кістки (як при використанні циркуляційних серкляжних дротів) і полегшення видалення імплантату. Зоммер також запропонував використовувати спиці для відкритої репозиції та внутрішньої фіксації при складних переломах. Іншою креативною ідеєю було використання спиць як направителів для інших імплантатів. У 1931 році Свен Йоханссон представив канюльований цвях для лікування переломів стегнової кістки. Він був дуже схожий на проксимальний стегновий інтрамедулярний стрижень (Synthes) або гамма-цвях (Stryker-Howmedica), які використовуються сьогодні, у яких для точного позиціонування використовувалася тимчасова спиця. Інше застосування спиць було представлено Стерлінгом Баннеллом у 1940-х роках для трансфіксації суглобів у хірургії кисті.
Остаточним розвитком використання спиць Кіршенра стала техніка натягувальної дротової петлі. На сьогоднішній день це стандартна методика при переломах ліктьового відростка та колінної чашечки, а також внутрішньої фіксації артродезу суглоба пальця. 2 спиці Кіршнера вставлені паралельно, і дріт у формі восьмиподібної петлі перетворюють силу тяги в силу стиснення, принцип, який вперше описав Фрідріх Пауельс.

## Варіанти виготовлення

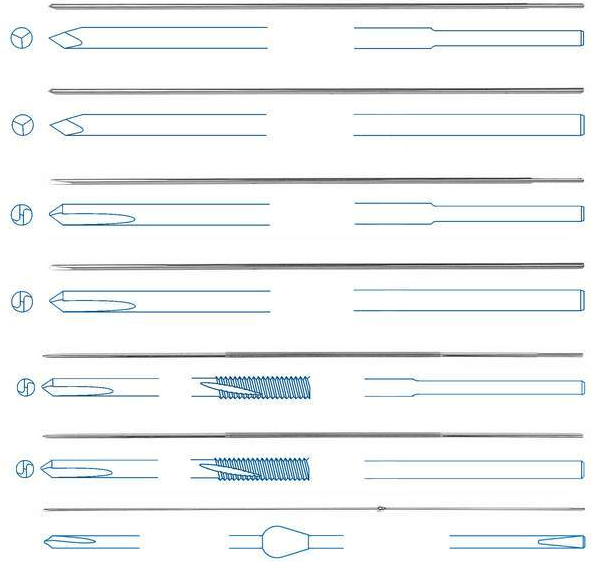
Варіанти спиць Кіршнера

В залежності від виробників та клінічних задач, спиці Кіршнера виготовляються з різними параметрами (діаметр, довжина, тип заточки, наяність різьби та ін.). Найчастіше використовуються вироби з такими характеристиками:
- Діаметр: 0,8 мм, 1 мм, 1,2 мм, 1,4 мм, 1,5 мм, 1,6 мм, 1,8 мм, 2 мм. 2,2 мм, 2,3 мм, 2,5 мм, 3 мм
- Довжина: 80 мм, 100 мм, 125 мм, 150 мм, 175 мм, 200 мм, 225 мм, 250 мм
- Тип: одинарний троакар, подвійний троакар, повна різьба, часткова різьба, наявність опорної напайки[3]

По типу заточки кінця спиці, бувають:
- Трьохгранні (самая нераціональні через низьку еефективність сверління кортикального (міцного) шару кістки)
- Свердлоподібні
- Списоподібні
- Списоподібні з розширеням
- Одногранні
- З канавкою

Модифіковані спиці Кіршнера, які мають діаметр 2.0 мм довжину 400 мм гладкі або з опорною напайкою в джерелах на пострадянських теренах вважаються модифіковані Г. А. Ілізаровим для свого кільцьового апарата зовнішної фіксації, тому часто іменуються як спиці Ілізарова.

## Застосування
- Для встановлення системи скелетного витягування. Спиця Кіршнера проводится перпендикулярно через кістку в необхідній точці, яка залежить від локалізації перелома, та фіксуеться з натягом в спеціальній скобі, до якої в свою чергу через сиситему блоків фіксується вантаж, який створює осьове витягування (тракцію).[6][4]
- Для тимчасової фіксації при деяких операціях. Після остаточної фіксації перелома основним імплантом їх видаляють.[7]
- Для остаточної фіксації переломів, якщо уламки перелому невеликі або в педіатричній практиці[8]
- У деяких випадках їх можна використовувати для інтрамедулярної фіксації кісток, наприклад ліктьової.[9]
- Стягуюча дротяна петля — це техніка, при якій кісткові фрагменти фіксуються спицями Кіршнера, які потім також використовуються як якір для петлі з гнучкого дроту. У міру затягування петлі кісткові фрагменти стискаються разом. Переломи колінної чашечки та ліктьового відростка ліктя зазвичай лікують цим методом.[10]
- Спиці Кіршнера можна використовувати для направлення канюльованих гвинтів у точне місце.[11]
- Спиці Кіршнера можуть використовуватися для створення аппаратів зовнішньої фіксації при лікування переломів фаланг пальців (рама Suzuki).[12]

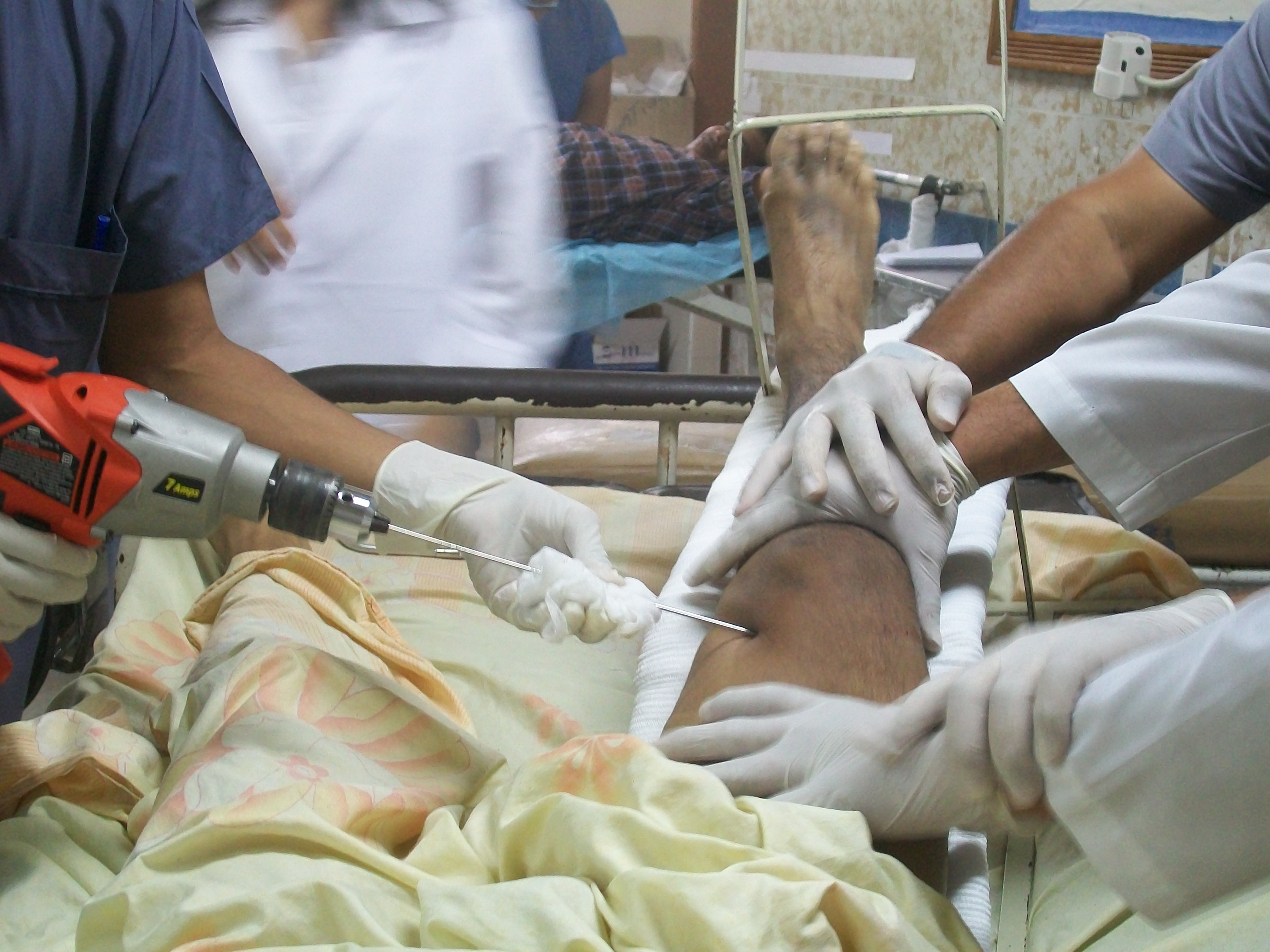
Проведення стрижня Штеймана електричною дрилем через стегнову кістку (техніка проведення спиці Кіршнера аналогічна)
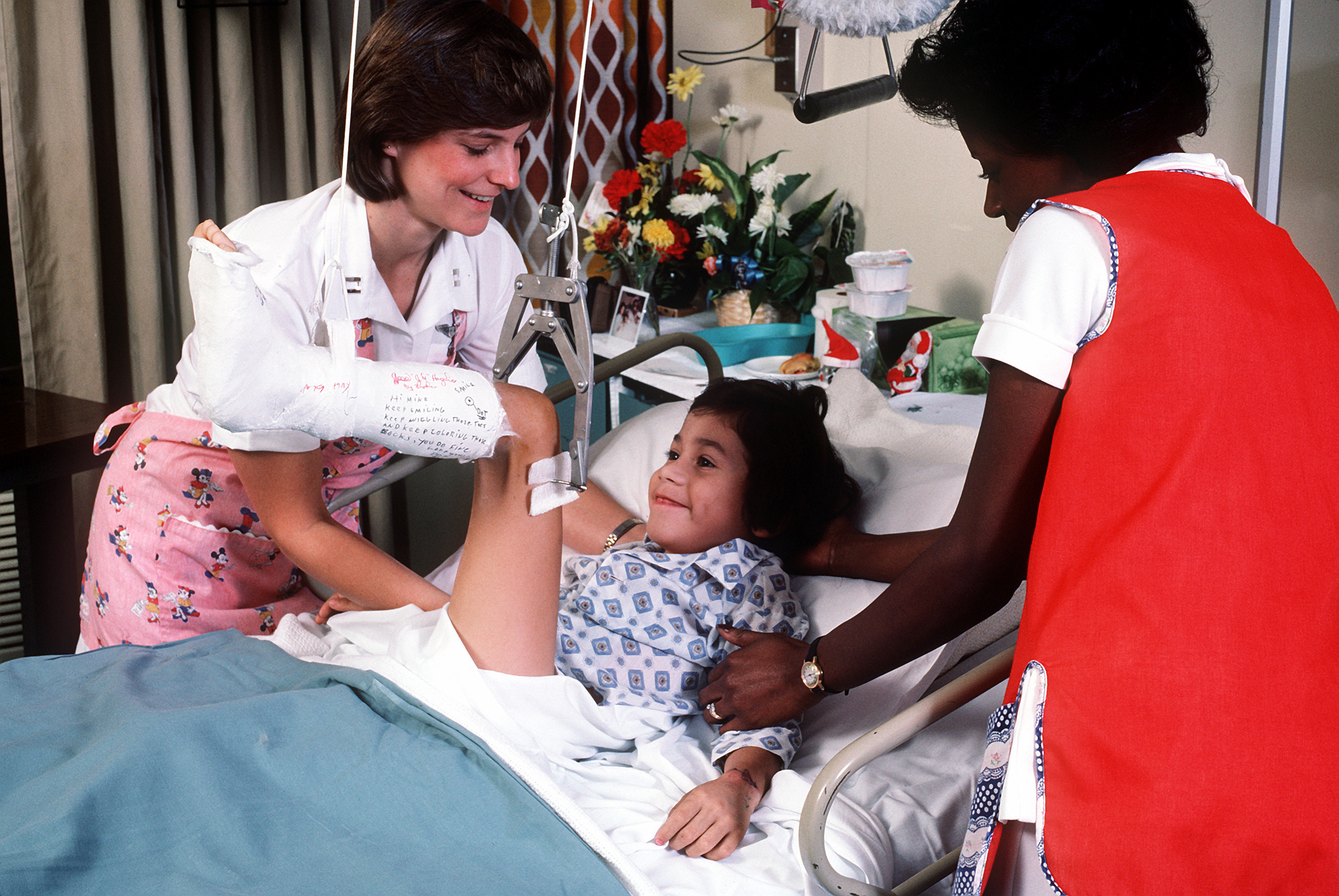
Система скелетного витягування за спицю Кіршнера яка проведена через дистальну частину стегна та фіксована в спеціальній скобі
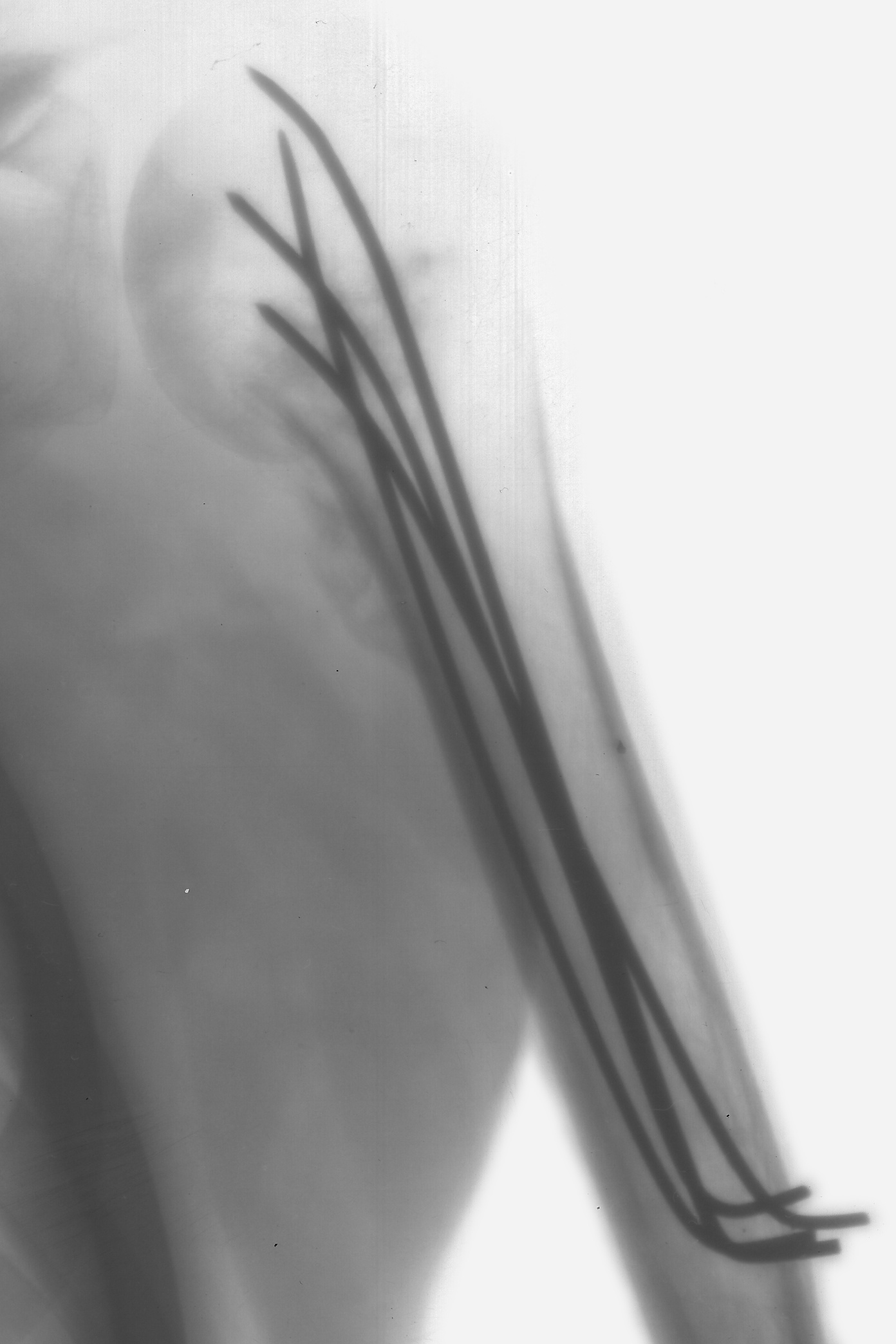
Інтрамедулярна фіксація перелома плечової кістки сицями Кіршнера
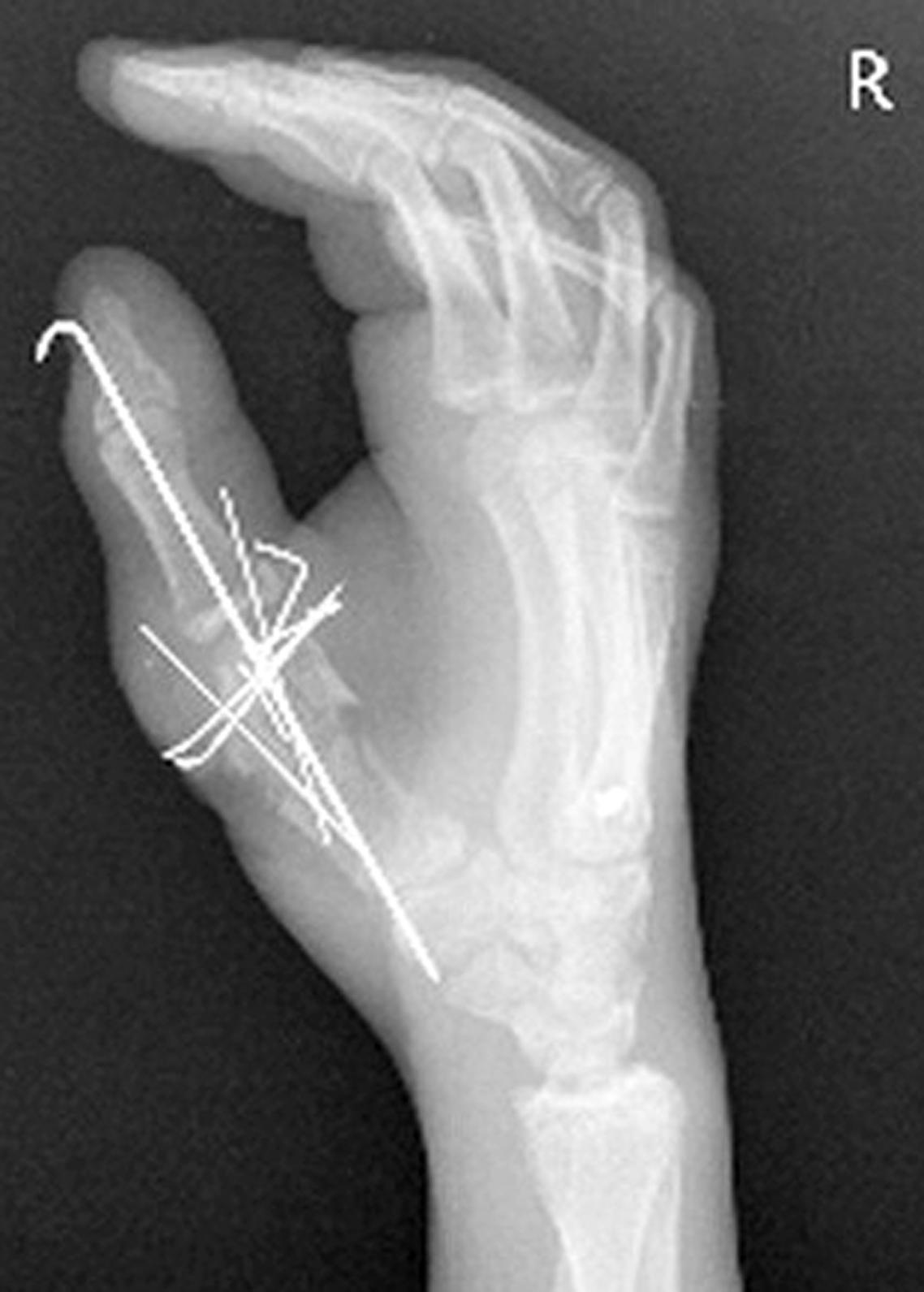
Остеосинтез багатоуламкового перелома плесневої кістки спицями Кіршнера
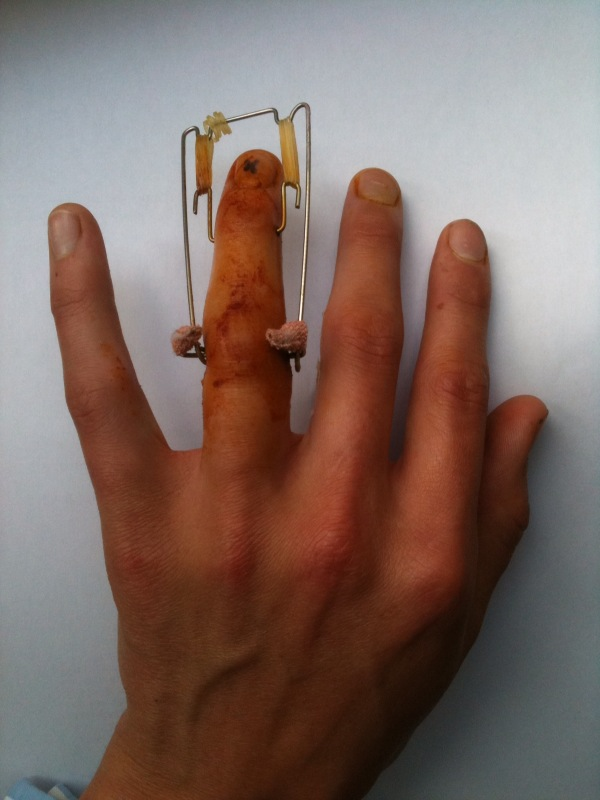
Рама Suzuki - апарат зовнішньої фіксації перелома фаланги пальця виконана з спиць Кіршнера

## Ускладнення
Загальний перелік ускладненнь наведений після аналізу результатів лікування спицями Кіршнера:
- Інфекція в місці проведення спиці.
- Локальна міграція спиць.
- Ятрогенне ушкодження
- Тендиніт
- Остеомієліт
- Недостатня стабілізація перелому